# Jean-Louis Comolli
Jean-Louis Comolli (Philippeville, 30 de juliol de 1941 – 15è districte de París, 19 de maig de 2022) va ser un escriptor, editor i director de cinema francès.

## Carreres professionals
Comolli va ser redactor en cap de Cahiers du cinéma del 1966 al 1978, durant aquest període va escriure els influents assaigs "Machines of the Visible" (1971) i "Technique et idéologie" (1971–72), ambdós traduïts a antologies angleses d'estudis de cinema i mitjans de comunicació. Aquest treball va ser important en la discussió sobre la teoria dels aparells, un intent de repensar el cinema com a lloc per a la producció i el manteniment de la ideologia estatal dominant arran de maig de 1968.
Després del seu mandat als Cahiers, Comolli va continuar la seva tasca com a director i des d'aleshores ha publicat nombrosos treballs sobre teoria del cinema, documentals i jazz. Va impartir classes de teoria cinematogràfica a les Universitats de París VIII, Barcelona, Estrasburg i Ginebra.
A la primavera de 2008, Comolli va ser convidat al festival de cinema documental Visions du Réel a Nyon, Suïssa, on va desenvolupar la seva teoria del cinema documental.

## Filmografia selecta
- 1968: Les deux Marseillaises (co-director: André S. Labarthe)
- 1969: Comme je te veux
- 1975: La Cecilia
- 1981: L'Ombre rouge
- 1983: Balles perdues
- 1986: Le Bal d'Irène (TV)
- 1987: Pétition (TV)
- 1989: Marseille de père en fils - Coup de mistral
- 1989: Marseille de père en fils - Ombres sur la ville
- 1992: La Campagne de Provence
- 1993: Marseille en mars
- 1994: Jeune fille au livre
- 1995: Georges Delerue (TV)
- 1996: Marseille contre Marseille
- 1997: Nos deux Marseillaises
- 1997: La Question des alliances
- 2000: Durruti, portrait d'un anarchiste
- 2003: Rêves de France à Marseille
- 2004: Les Esprits du Koniambo (TV)
- 2005: Le Peintre, le poète et l'historien (TV)

## Publicacions
- Dictionnaire du jazz, amb Philippe Carles i André Clergeat, éditions Robert Laffont, Plantilla:Coll, Paris, 1994 ISBN 2221078225
- Regards sur la ville, amb Gérard Althabe, Centre Georges-Pompidou, 1995
- Arrêt sur histoire, amb Jacques Rancière, BPI-Centre Georges-Pompidou, 1997
- Free Jazz/ Black Power, amb Philippe Carles, éditions Champ libre, 1971 ; rééd. Plantilla:Coll, Gallimard, 2000
- Les Années pop : cinéma et politique 1956-1970, amb Gérard Leblanc i Jean Narboni, Bpi- Centre Georges-Pompidou, 2001
- Voir et pouvoir, Éditions Verdier, 2004 ISBN 2864324113
- Cinéma contre spectacle, Éditions Verdier, 2009 ISBN 9782864325871
- Corps et Cadre, Éditions Verdier, 2012 ISBN 9782864326755
- Cinéma, mode d'emploi (de l'argentique au numérique), amb Vincent Sorrel, Éditions Verdier, 2015
- Daech, le cinéma et la mort, éditions Verdier, 2016
- Une terrasse en Algérie, éditions Verdier, 2018
- Cinéma, numérique, survie. L'Art du temps, ENS éditions, 2019
- Une certaine tendance du cinéma documentaire, Verdier, 2021.
- Jouer le jeu ?, Verdier, 2022.